# Ametropalpis
Ametropalpis là một chi bướm đêm thuộc họ Erebidae.